# A21racc
De A21racc of Raccordo autostradale Ospitaletto – Montichiari of Corda Molle is een autosnelweg in Italië. De snelweg is 28,5 kilometer lang en vormt een ringweg om Brescia tussen de A4 en A21. De aanleg van de A21racc begon in 2009, toen was de A21racc een enkelbaanse weg met het nummer SP19.

## Geschiedenis
De snelwegverbinding vindt zijn oorsprong in de plannen voor SP19 Concesio-Capriano del Colle (gemeente Fenili Belasi), die in de jaren 60 door de provincie Brescia werden opgesteld om de wegverbindingen tussen de gemeenten in het achterland van de hoofdstad te verbeteren. Het project werd vervolgens tussen de jaren 70 en 1992 onvolledig uitgevoerd, met het idee om door te trekken richting Montichiari om de tolpoort A4 Ospitaletto te verbinden met de provinciale weg Goitese.
Om het project te voltooien en de A35 een afrit te geven, werd eind jaren 90 besloten het traject Ospitaletto-Montichiari om te vormen tot een snelwegverbinding. Het bedrijf CentroPadane, concessiehouder van de snelweg A21, kreeg de opdracht om het reeds voltooide gedeelte Ospitaletto - Fenili Belasi te moderniseren tot de minimale snelwegstandaard en om verder te gaan met de aanleg van het resterende gedeelte tussen Fenili Belasi en de luchthaven Brescia-Montichiari.
De verbindingsweg kreeg direct de naam "corda molle" (zacht touw) vanwege de halfronde vorm die de route van bovenaf aanneemt (als een touw dat aan beide uiteinden is vastgebonden, maar losjes is).
Na voltooiing van de werkzaamheden zal het beheer van de infrastructuur worden overgedragen aan het bedrijf Autovia Padana (SIAS Group).
Op 3 februari 2012 werden de eerste zeventien kilometer van de verbindingsweg, tussen Azzano Mella en Montichiari/Castenedolo, opengesteld voor het verkeer. Momenteel begint de versmalde weg in de wijk Azzano Mella (net achter de wijk Fenili Belasi van Capriano del Colle) als een natuurlijke voortzetting van de SP19 (zonder slagboom, maar met groene borden die het begin van het snelweggedeelte aangeven); op dezelfde manier eindigt de weg in de wijk Fascia d'Oro (Castenedolo), waar hij aansluit op de oostelijke ringweg van Brescia (zonder slagboom, maar met groene borden die het einde van het snelweggedeelte aangeven).
Sinds de zomer van 2014 vormt de A21racc ook een verbinding tussen de snelweg BreBeMi (A35) en de A21 bij de tolpoort Brescia Sud en de A4 bij de tolpoort Brescia Est.
Na het aflopen van de concessie van Centropadane in 2012 werd de snelweg zes jaar later overgedragen aan Autovie Padane, die begin 2020 begon met de aanleg van de resterende 12 kilometer, samen met andere aanvullende werkzaamheden aan lokale wegen, waarvan de oplevering aanvankelijk gepland stond voor 2023.
De verwachting is dat er vanaf januari 2025 tol wordt geheven en dat de werkzaamheden in maart van datzelfde jaar afgerond zullen zijn, samenvallend met de voltooiing van de werkzaamheden.
In februari 2025 werden de werkzaamheden aan de eerste twaalf kilometer (de ombouw van het traject SP19 tot een snelwegverbinding) voltooid verklaard, waarmee de directe kruising van de A35 en de A4 (casello Ospitaletto) werd gegarandeerd en de A4 en de A35 werden verbonden met de luchthaven van Brescia.

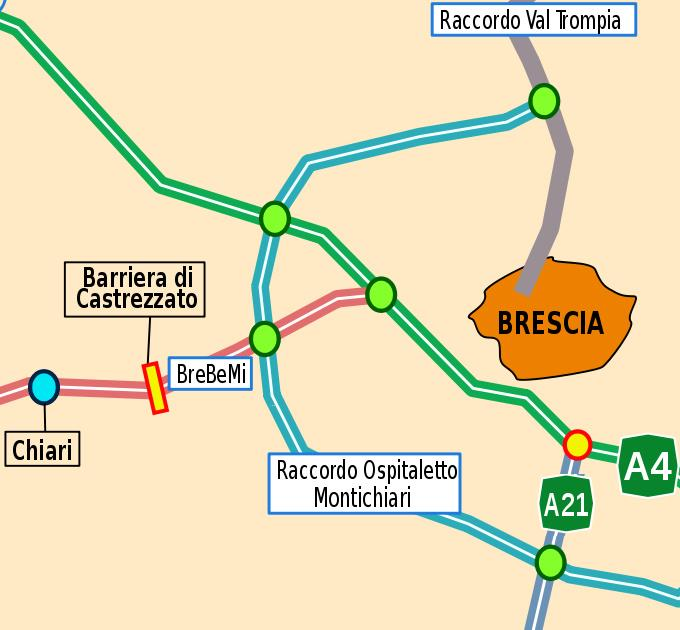
Traject van de A21racc in licht blauw